# Caguas Sporting FC
El Caguas Sporting es un club de fútbol puertorriqueño de la ciudad de Caguas. Fue fundado en 2016 y actualmente juega en la Liga Puerto Rico PRO. Su sede es en Caguas en el complejo deportivo Angel O. Berrios. Actualmente cuentan con categorías inferiores desde U7-U11 y categoría juveniles desde U13-U20. Además de tener el único equipo superior de la ciudad criolla.

## Historia
El 12 de marzo de 2017 el equipo anuncia la inauguración de su estadio Sector La Macanea, el cual compartirá con Los Santos FC, formando una alianza en el cual dicho equipo será el filial del Caguas Sporting.